# 生育旅行

屬地主義實施的國家：
無條件
有限制
不再適用

生育旅行（英語：Birth tourism）是以获取国籍为目的，前往实施属地主义的国家旅游的行为。据统计，截止2019年，在中华人民共和国内已有超过3000家中介机构专业办理生育旅行的相关手续及服务，其主要的旅游目的地为美国和加拿大。

## 去向
生育旅行的目的国是采取实施属地主义的国家和地区，例如英国、美国、加拿大、印度、澳大利亚、香港等。但是近来一些国家推行反生育旅行措施，部分或者完全禁止了生育旅行。发达国家目前只有美国和加拿大给予落地国籍。

## 普及程度
母亲为生育旅行不仅需要支付旅费，而且需要支付医疗费，不能使用在本国的医疗保险。这使得生育旅行比较昂贵，举例来说，土耳其旅馆连锁Marmara在2010年为一个为期两个月的纽约曼哈顿生育旅行开价45000美元。但是这并不能降低父母的生育旅行热情。据韩国的官员估计，大约有百分之一到百分之二的韩国父母的婴儿出生在美国，每年大约有一万名韩国妇女进行生育旅行。
在2011年的一个统计中，中国内地产妇的嬰兒佔香港新生儿比例达到46%。

## 旅行结果
和非法移民通过生育获得家庭的移民权利不同，大多数进行生育旅行的母亲并无长期居留的计划。她们通过付出大量旅费和医疗费来换取后代的新国籍所带来的好处，而将新生儿带回本国。但是也有因父母旅居第三国而不返回本国的例子，例如旅居英国的陈曼试图通过在北爱尔兰分娩，使自己成为欧盟公民的主要照顾者，以试图获得英国居留权。

## 反应
一些政府试图通过降低生育旅行的吸引力来避免生育旅行造成的社会问题。
韩国在2005年宣布海外出生的男性国人必须服完兵役才可以放弃韩国国籍。
香港从2012年4月26日开始，停止接受非本地孕妇在公立医院预约分娩以減少使用公立医院来限制赴港生子人数。所有私立医院也从2013年1月1日起停止接受双非孕妇的预约分娩。
但是也有国家受法律约束，不对生育旅行采取措施，例如美国移民局要求签证官不得询问签证申请者是否打算在美国生产。
在一些生育旅行完全合法的国家和地区，也有很多人认为生育旅行是滥用国籍法的行为，应该被约束甚至禁止。位于华盛顿的独立智库移民研究中心主管Mark Krikorian建议拒绝向孕妇授予签证。英国、爱尔兰、印度和澳大利亚修改了法律，终止了向生育旅行者的婴儿授予国籍的措施。在美国和加拿大，也有人提议通过修改法律中的落地国籍规定来阻止生育旅行。
對於懷孕滿28周以上之孕婦，各航空公司要求須出示主治醫生所開立的適航證明。如有刻意隱瞞，而在飛行途中生產，將可能被拒絕入境而被遣返。